# میفورد، انتاریو
میفورد، انتاریو (به انگلیسی: Meaford, Ontario) یک منطقهٔ مسکونی در کانادا است که در شهرستان گری، انتاریو واقع شده‌است. میفورد ۱۰٬۹۹۱ نفر جمعیت دارد.